# Moonbathers
Albums de Delain
Lunar Prelude
(2016)
Singles
1. Suckerpunch
Sortie : 7 février 2016
2. The Glory and the Scum
Sortie : 5 août 2016
3. Fire with Fire
Sortie : 12 août 2016

Moonbathers est le cinquième album studio du groupe néerlandais de metal symphonique Delain, publié le 26 août 2016 sur le label Napalm Records.

## Listes des chansons
| No  | Titre                                  | Durée |
| --- | -------------------------------------- | ----- |
| 1.  | Hands of Gold (avec Alissa White-Gluz) | 5:09  |
| 2.  | The Glory and the Scum                 | 4:03  |
| 3.  | Suckerpunch                            | 4:09  |
| 4.  | The Hurricane                          | 3:44  |
| 5.  | Chrysalis - The Last Breath            | 5:25  |
| 6.  | Fire with Fire                         | 4:09  |
| 7.  | Pendulum                               | 3:41  |
| 8.  | Danse Macabre                          | 5:07  |
| 9.  | Scandal (reprise de Queen)             | 4:03  |
| 10. | Turn the Lights Out                    | 4:15  |
| 11. | The Monarch                            | 3:39  |

## Membres du groupe
- Charlotte Wessels : chant
- Timo Somers : guitare solo, chœurs
- Otto Schimmelpenninck : basse
- Martijn Westerholt : clavier, chœurs, producteur
- Ruben Israel : batterie
- Merel Bechtold : guitare rythmique